# Maraton för herrar i simning vid olympiska sommarspelen 2016
Herrarnas maraton vid olympiska sommarspelen 2016 simmades på en sträcka på 10 km i öppet vatten och avgjordes den 16 augusti 2016 vid Copacabanafortet.

## Resultat
| Placering | Namn                 | Nationalitet   | Tid       | Tid bakom | Noteringar |
| --------- | -------------------- | -------------- | --------- | --------- | ---------- |
| 1         | Ferry Weertman       | Nederländerna  | 1:52.59,8 |           |            |
| 2         | Spyridon Gianniotis  | Grekland       | 1:52.59,8 | 0,0       |            |
| 3         | Marc-Antoine Olivier | Frankrike      | 1:53.02,0 | +2,2      |            |
| 4         | Zu Lijun             | Kina           | 1:53.02,0 | +2,2      |            |
| 5         | Jordan Wilimovsky    | USA            | 1:53.03,2 | +3,4      |            |
| 6         | Simone Ruffini       | Italien        | 1:53.03,5 | +3,7      |            |
| 7         | Federico Vanelli     | Italien        | 1:53.03,9 | +4,1      |            |
| 8         | Yasunari Hirai       | Japan          | 1:53.04,6 | +4,8      |            |
| 9         | Christian Reichert   | Tyskland       | 1:53.04,7 | +4,9      |            |
| 10        | Chad Ho              | Sydafrika      | 1:53.04,8 | +5,0      |            |
| 11        | Evgeny Drattsev      | Ryssland       | 1:53.04,8 | +5,0      |            |
| 12        | Oussama Mellouli     | Tunisien       | 1:53.06,1 | +6,3      |            |
| 13        | Márk Papp            | Ungern         | 1:53.11,7 | +11,9     |            |
| 14        | Sean Ryan            | USA            | 1:53.15,5 | +15,7     |            |
| 15        | Ventsislav Aydarski  | Bulgarien      | 1:53.16,1 | +16,3     |            |
| 16        | Ivan Enderica Ochoa  | Ecuador        | 1:53.16,2 | +16,4     |            |
| 17        | Richard Weinberger   | Kanada         | 1:53.16,4 | +16,6     |            |
| 18        | Allan do Carmo       | Brasilien      | 1:53.16,4 | +16,6     |            |
| 19        | Kane Radford         | Nya Zeeland    | 1:53.18,7 | +18,9     |            |
| 20        | Richard Nagy         | Slovakien      | 1:53.35,4 | +35,6     |            |
| 21        | Jarrod Poort         | Australien     | 1:53.40,7 | +40,9     |            |
| 22        | Erwin Maldonado      | Venezuela      | 1:54.33,6 | +1.33,8   |            |
| 23        | Marwan El-Amrawy     | Egypten        | 1:59.17,2 | +6.17,4   |            |
| 24        | Vitaliy Khudyakov    | Kazakstan      |           |           | DSQ        |
| 25        | Jack Burnell         | Storbritannien |           |           | DSQ        |